# Râul Optoceni
Râul Optoceni este un curs de apă, afluent al râului Frasin. 